# Association pour le soutien des principes de la démocratie humaniste
L'Association pour le soutien des principes de la démocratie humaniste (ASPDH) est une association française de type loi de 1901, fondée en avril 1990, qui est propriétaire du Groupe SIPA Ouest-France.

## Historique
Fondée en avril 1990,, elle a été fondée par François Régis Hutin, à l'époque président du conseil d'administration du quotidien Ouest-France, pour le mettre à l'abri d'un rachat : « Cette association est la gardienne du temple. Le temple, c'est l'esprit du journal » expliquait-il alors. Il signifiait bien sûr la gardienne de l’indépendance dont l’indépendance financière sans laquelle aucune indépendance éditoriale n’est possible. 
En 2014, l'association décide de doter Ouest-France de deux nouvelles structures : un directoire ainsi qu'un conseil de surveillance,. 
En 2021, les deux conseils d'administration de l'association et de la holding SIPA sont réformés pour introduire la parité et sont composés au minimum de 6 femmes sur 14 membres. Par ailleurs, une limite d'âge a été introduite.
En 2023,  l'ASPDH relance le Prix de la démocratie qui vise « à saluer des initiatives mettant en valeur la citoyenneté, le dialogue pluraliste, la justice et la liberté, la solidarité ou l'éducation à l'information ».

## Statut
L'ASPDH est une association française de type loi de 1901.
Le montage juridique a été élaboré avec le concours de l'avocat Francis Teitgen, fils de Pierre-Henri Teitgen, l'un des fondateurs d'Ouest-France en 1944,.
Selon Libération et l'AFP, cette « structure juridique originale » permet de « mettre le groupe Ouest-France à l'abri des convoitises et des pressions capitalistiques ou partisanes »,. François Régis Hutin, indiquait : « Nous sommes une association à but non lucratif et ne distribuons pas de dividende. Il n'y a pas d'actions ». « Ce montage a rendu caduque toute spéculation capitalistique et mis hors d'eux les patrons de presse ».

## Gouvernance

### Présidence
- Pierre-Henri Teitgen (1988-1997)[13],[11]
- Jacques Duquesne (1997-2020)[11],[14],[13]
- David Guiraud (depuis 2020)[11]

### Membres
Elle compte 60 membres « venant de tous les horizons de la société, tous alignés avec les valeurs de notre Association : journalistes, scientifiques, écrivains, sociologues, ambassadeur, juriste, architecte, chefs d'entreprise, présidents d'associations » explique David Guiraud.
Sont notamment membres de l'association Michel Camdessus, ancien directeur général du FMI, Bruno Frappat, ex-président du Groupe Bayard, Bertrand Badré, l'historien Pascal Ory, l'homme de presse Éric Fottorino, l'ex-directrice La Croix Dominique Quinio ainsi que les membres des familles fondatrices, notamment la famille Hutin,,,,.
Le recrutement des membres se fait sur cooptation.

### Critiques
Le montage juridique visant à protéger le journal a été contesté par le Groupe Amaury qui est initialement le premier actionnaire d'Ouest-France. Le groupe de presse a porté plainte et a mené cette affaire devant la justice. Il a été débouté de l'ensemble de ses griefs en 1999 et s'est retiré totalement d'Ouest-France dont la défense fut assurée par l'avocat Francis Teitgen.
Selon le Syndicat national des journalistes (SNJ), en 2010, ce montage a surtout permis de servir des dividendes substantiels aux actionnaires de Sofiouest, souvent présentée comme « la machine à cash du groupe ». Le SNJ affirme qu'en 2008, quelque 13,6 millions d'euros leur ont été distribués.
Néanmoins, l’assemblée générale de Sofiouest en 2023 montre que, suite à des pertes puis un faible bénéfice, Sofiouest n’a pas distribué de dividendes au titre des exercices de 2019 à 2022.

#### Ouvrages
- Guy Delorme, Ouest-France, histoire du premier quotidien français, Paris, Éditions Apogée, 2004, 256 p. (ISBN 2-84398-160-3)
- Guy Delorme, François Régis Hutin : le dernier empereur d'Ouest-France, Paris, Éditions Apogée, 2009, 208 p. (ISBN 978-2-84398-340-5)

#### Chapitres d'ouvrages
- Julia Cagé et Benoît Huet, III. La sanctuarisation du capital des médias in L'information est un bien public, Seuil, 2021, p.117-151

#### Revues universitaires
- François Régis Hutin, « Le journal Ouest-France ou les voies de l’indépendance », Commentaire, 2005/2, Numéro 110, pages 453 à 456